# Aspidoras poecilus
Aspidoras poecilus — вид риб з роду Aspidoras родини Панцирні соми ряду сомоподібні. Інша назва «строкатий аспідорас».

## Опис
Загальна довжина сягає 3,5 см. Спостерігається статевий диморфізм: самиці більші за самиць. голова помірного розміру. Очі невеличкі. Рот доволі широкий. Є 2 широкий та коротких вусики. Тулуб сильно стиснутий з боків, вкрито великими пластинками. Спинний плавець помірно великий. Грудні та черевні плавці добре розвинені, проте невеличкі. Анальний плавець видовжений донизу, з короткуватою основою. Хвостовий плавець широкий, з виїмкою, верхня та нижня лопаті короткі.
Забарвлення від голови та хвостового стебла включно сріблясте з коричнево-чорними плямами, що утворює хвилясті смуги по всьому тілу, за винятком області черева. У самиць забарвлення більш розмите.

## Спосіб життя
Є бентопелагічною рибою. Зустрічається в струмках та невеличких річках. Утворює великі косяки. Вдень ховається біля дна, в печерках, під шматками дерев. Виходить з укриття лише для пошуку здобичі. Живиться дрібними ракоподібними, хробаками, рештками рослин.

## Розповсюдження
Мешкає у басейнах річок Шінгу, Токантінс, Арагуая.